# グループ「あ」
グループ「あ」とはかつて存在した日本のコミックデュオである。

## 来歴
このデュオはあのねのねの清水國明の弟子である近藤伸明（現：Bro.KONE）と藤田亨が結成したものである。
グループ「あ」の由来はあのねのねのあを取ったものである。解散後、近藤は小柳トム（現：Bro.TOM）とバブルガム・ブラザーズを結成し、藤田は『文化放送ライオンズナイター』のキャスターを経て放送作家・テレビプロデューサーに転身した。

## 出演番組
- ヤンヤン歌うスタジオ（東京12チャンネル→テレビ東京）
- たのきん全力投球!（TBSテレビ）

ほか

## 関連人物
- 清水アキラ（同門）
- 国木田かっぱ（同門）

| スタブアイコン | サブスタブ | この項目は、まだ閲覧者の調べものの参照としては役立たない、お笑いタレント・コメディアンに関連した書きかけの項目です。この項目を加筆・訂正などしてくださる協力者を求めています（P:お笑い/PJ:お笑い）。 |